# Micromélangeur
Un micromélangeur ou plus rarement micromixeur est un composant de microprocédé utilisé pour le mélange à l’échelle micrométrique de plusieurs fluides.
Un mélange rapide est essentiel dans les composants microfluidiques, notamment en analyse biochimique ou lors des opérations de séquençage/synthèse des acides nucléiques. 
Certains processus biologiques tels que l'activation des cellules et les réactions enzymatiques nécessitent le mélange de plusieurs espèces comme initiation à la réaction.
On trouve également des réactions complexes dans certains laboratoires sur puce.

## Types et caractéristiques
Il existe deux types de micromélangeurs :
- les micromélangeurs dits « passifs » ne nécessitent ainsi aucune source d'énergie extérieure, le mélange est principalement basé sur les phénomènes de diffusion de la matière ou sur le mélange chaotique[3] ;
- les micromélangeurs « actifs », quant à eux, utilisent une perturbation générée par un champ extérieur (pression, température, électrohydrodynamique, magnétohydrodynamique, etc.)[4].

Le développement des micromélangeurs s'est considérablement accru ces dernières années. Les premiers étaient fabriqués sur des galettes de silicium et verre. Plus récemment, l'utilisation de matériaux polymères a permis l'émergence de nouvelles possibilités de microfabrication.